# Rudolf Degermark
Rudolf Degermark (Piteå, 19 de julho de 1886 – Estocolmo, 21 de maio de 1960) foi um ginasta sueco que competiu em provas de ginástica artística. Degermark é o detentor de uma medalha olímpica, conquistada na edição britânica, os Jogos de Londres, em 1908. Nesta ocasião, competiu como ginasta na prova coletiva. Ao lado de outros 37 companheiros, conquistou a medalha de ouro, após superar as nações da Noruega e da Finlândia.